# Gustaf Ericsson i Väsby
Anders Gustaf Ericsson (Ericsson i Väsby), född 13 februari 1851 i Lista, död 26 november 1921 i Örebro, var en svensk lantbrukare och politiker (liberal).
Gustaf Ericsson, som var lantbrukare i Väsby i Lista församling, var kommunalman och även auktionsförrättare. Han var riksdagsledamot i andra kammaren 1894–1896 för Väster- och Öster-Rekarne häraders valkrets, och anslöt sig 1895 till den liberala partigruppen Folkpartiet. I riksdagen engagerade han sig bland annat för en reformering av den kommunala rösträtten.